# Roodkopgans
De roodkopgans (Chloephaga rubidiceps) is een gans uit de familie van de Anatidae.

## Kenmerken
De dieren worden ongeveer 45 tot 50 cm groot. De vogel heeft een bruinrode kop en een bruingrijze borst. Op de flanken bevinden zich regelmatige dwarsstrepen.

## Voortplanting
De vogels zwemmen zelden, en leggen jaarlijks 4 tot 11 eieren in een nest in het hoge gras. Buiten het broedseizoen vormen deze vogels vaak grote kolonies, samen met de grijskopgans (Chloephaga poliocephala).

## Verspreiding en leefgebied
Hij leeft in het zuidelijk deel van Zuid-Amerika, en broedt er op de grasvlakten van Vuurland, Chili en de Falklandeilanden. De meeste vogels overwinteren in het zuiden van Argentinië, enkele exemplaren trekken naar het noorden van Argentinië. De roodkopganzen van de Falklandeilanden trekken niet.

## Status
De populatie van deze ganzen op de Falklandeilanden blijft relatief groot, ondanks concurrentie van grazers als schapen. De populatie op het Zuid-Amerikaanse vasteland daarentegen, wordt steeds kleiner. Dit wordt onder meer veroorzaakt door de Patagonische vos (Lycalopex griseus), die actief op deze dieren jaagt. Deze vos werd geïntroduceerd in Vuurland in de jaren 1950 met als doel de populatie (eveneens geïntroduceerde) konijnen onder controle te houden. De grootte van de populatie is in 2006 geschat op 43-82 duizend vogels. Op de Rode lijst van de IUCN heeft deze soort de status niet bedreigd.